# Helvécia (Nova Viçosa)
Helvécia é um distrito do município brasileiro de Nova Viçosa, no estado da Bahia. Segundo o censo demográfico de 2022, realizado pelo Instituto Brasileiro de Geografia e Estatística (IBGE), sua população era de 3 604 habitantes e havia 1 279 domicílios particulares permanentes ocupados.
De acordo com o IBGE, em 2010 a população era de 3 741 habitantes e havia 1 037 domicílios particulares.

## História
Estabelecida em 1818 por colonos alemães e suíços sendo chamada de Colônia Leopoldina, abrigou por vários anos uma grande população de escravos e imigrantes para a produção de café até a abolição da escravatura em 1888.
Atualmente, poucos descendentes de imigrantes ainda vivem no local, a maioria são mestiços e descendem também de escravos, mas ainda é possível observar sobrenomes alemães como Krull, Metzker, Sulz ou Krygsman por toda a vila, além de variações na linguística por incontáveis anos expostos a outras línguas dos imigrantes europeus.
O nome atual da vila vem do latim Helvetia, que por sua vez é o nome dado pelos antigos romanos à região central europeia, sendo uma herança da região oeste homônima na Suíça que abrigou a tribo dos helvécios no século I a.C.